# Wisła (stad)
Wisła is een stad in het Poolse woiwodschap Silezië, gelegen in de powiat Cieszyński. De oppervlakte bedraagt 110,26 km², het inwonertal 11.450 (2005).

## Verkeer en vervoer
- Station Wisła Uzdrowisko

## Gemeenteverband
- Bully-les-Mines, sinds 2004

## Geboren
- Adam Małysz (3 december 1977), schansspringer